# Intel 8086

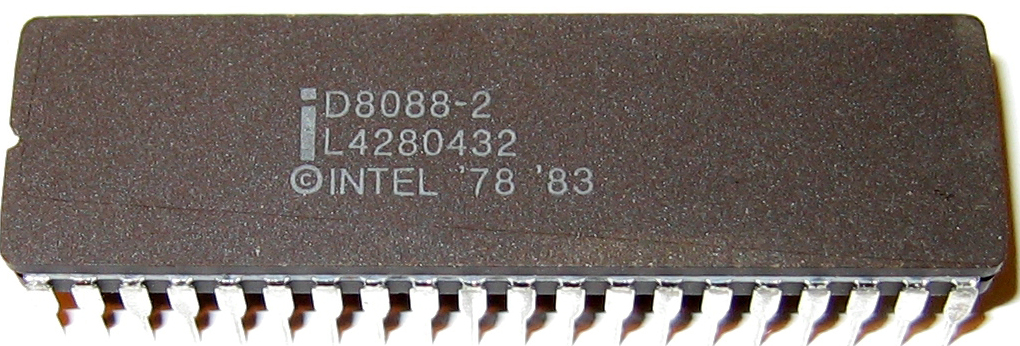
Intel 8088

8086 är en mikroprocessor som ursprungligen konstruerades och tillverkades av Intel. 8086 lanserades i juni 1978 och inledde den långa serien av binärkompatibla så kallade x86-processorer som fortfarande dominerar marknaden för persondatorer. Den togs primärt fram som ett temporärt substitut för den ambitiösa men kraftigt försenade Intel iAPX432-processorn i ett försök att avleda uppmärksamheten från bland andra Motorolas, Zilogs och National Semiconductors långt gångna 16- och 32-bitarsprojekt.
Minsta detaljstorlek på den 33 mm² stora kiselbrickan är 3,2 μm och antalet aktiva transistorer är cirka 20 000 (cirka 29 000 om man räknar varje plats i ROM & PLA). Kretstypen är Intels så kallade HMOS som är en förfinad version av nMOS (med MOSFET av utarmningstyp som last, eller pullup, även här), från början utvecklad för små snabba statiska RAM som var en viktig produkt för Intel vid den här tiden.
Påtaglig tidspress bidrog till att man valde att basera både arkitektur (ganska vagt) och fysisk implementering på den tidigare 8080 med fördelen att den nya processorn även kunde fungera som en förlängning av 8080/8085 och övertrumfa den framgångsrika 8080-kompatibla Zilog Z80 (som hade utvecklats av före detta centrala Intel-anställda). Processorn gjordes därför (i stort sett) källkodskompatibel med 8085. Instruktionernas kodning fick dock göras om från grunden för att kunna bibehålla samma kod-densitet trots nya instruktioner och ortogonaliseringar.
8086 har 16-bitars register och till skillnad mot 8085 har den även en full uppsättning 16-bitars operationer. Den externa databussen är 16 bitar bred men för att kunna använda standard 40 pinnars kapslar är databussen multiplexad (precis som hos 8085, men här med adressbussen), vilket resulterar i viss prestandaförlust. Adressbussen är dock 20 bitar bred och kan därför direkt adressera 220 bytes = 1MB minne via en variant av segmenterad adressering: Processorn innehåller ett antal 16-bitars segmentregister (bland annat code, stack, data) och varje fysisk adress är en summering av ett sådant med en "vanlig" 16-bitars adress. Den förstnämnda är dock skiftad fyra bitar åt vänster (överlapp sånär som på fyra bitar) och man får på det viset ut 20 bitar breda fysiska adresser.
8088 lanserades året därpå och är historisk eftersom den användes för den ursprungliga IBM PC. Den var i princip samma konstruktion som 8086 men modifierad för att använda åtta bitars extern databuss, huvudsakligen för att kunna dra nytta av den föregående 8080-familjens periferikretsar (till exempel 8254 CTC, 8255 PIO, och 8259 PIC) som IBM PC-konstruktionen också använde.
Klockfrekvensen var ursprungligen specificerad till max 5 MHz (IBM PC använde 4,77 MHz), men de sista versionerna i HMOS var specificerade att klara 10 MHz. CMOS-versioner tillverkades ganska länge (åtminstone en bit in på 1990-talet) för inbyggda system. Kompatibla, och i många fall förbättrade, versioner tillverkades av bland annat Fujitsu, Harris/Intersil, OKI, Siemens AG, Texas Instruments, NEC Corporation och AMD.
1982 kompletterades Intels sortiment med den mer avancerade och snabba Intel 80186/80188 och samtidigt den minidatorlika Intel 80286 med "protected mode".

## Fotnoteringar
1. ↑  Då IBM valde att konstruera IBM-PC runt 8088 blev den snabbt tillkomna 8086-arkitekturen något ironiskt själva fundamentet för persondatorns enorma prestandautveckling det senaste kvartsseklet, något som inneburit komplikationer med också fördelar; kod-densitet i klass med 8-bit-processorer innebär väl utnyttjad instruktions-cache och därmed bättre prestanda i senare chip (som i486 och framåt).
2. ↑  Kompatibla motsvarigheter till dessa kretsar ingår även i en modern PC, men implementerade som del av ett så kallat chip-set.